# 영주 금성대군 신단
영주 금성대군 신단(榮州 錦城大君 神壇)은 단종 복위 사건으로 유배된 뒤 처형당한 왕숙 금성대군(錦城大君) 유를 추모하기 위해 설립된 제단이다. 경상북도 영주시 순흥면 내죽리 70번지에 있다. 홍천군현감 이대근에 의해 비밀리에 단이 마련되고 숙종 때에 가서야 공인된다. 금성단이라고도 한다.

## 개요
영주 금성대군 신단은 경상북도 영주시에 소재하는 조선시대 중기의 제단으로, 세종대왕의 여섯째 아들 금성대군 이유가 처형된 곳에 경상북도 풍기군의 지역유지들이 쌓고 제사를 드린 곳이다.
영주 금성대군 신단은 조선 세조(世祖) 2년(1456)에 성삼문(成三問)등 사육신(死六臣)의 단종복위운동(端宗復位運動)에 연루되어 순흥(順興)에 위리안치(圍籬安置) 되어 있던 세종(世宗)의 여섯째아들 금성대군이 순흥부사(順興府使) 이보흠(李甫欽) 및 향중(鄕中) 유림(儒林)과 더불어 다시 단종(端宗)의 복위를 도모하다 실패하여 순절(殉節)하자 그들의 넋을 기리기 위하여 마련된 제단이다. 순흥읍지에 의하면 홍천현감 이대근이 선영을 다녀오던 중 순흥 청달리를 지날 때 그가 탄 말이 길을 피하여 비껴가는 곳이 있으므로 이를 이상하게 여겨 하마 후 살펴본 뒤 이곳이 금성대군이 피흘린 곳이라 생각하여 의심을 품은 채 지나갔다. 그날 밤 꿈에 금성대군이 나타나 그 곳은 자신이 피흘린 곳임을 말함으로써 곧 부사와 함께 사람을 시켜 조사한 후 이 곳을 봉축하고 단을 쌓고 이를 금성단이라 하였다. 뒤에 금성대군 성인신단지비가 건립되었다.

## 국가 공인
단종 복위 운동이 실패되자 순흥부사 이보흠 외에도 거사에 가담한 순흥부 주민이 처형당하고, 순흥부는 폐부(廢府)되었다. 그 후 숙종(肅宗) 9년(1683)에 순흥부 복원되고 순절의사들이 신원(伸寃)되자, 1693년(숙종 19) 순흥부사 정중창이 금성대군이 위리안치되었던 곳에 제단을 쌓았다.
1719년(숙종 45년)에 금성단 중수를 요청한 이기륭의 건의를 받아들여 부사 이명희(李命熙)가 단소(壇所)를 설치하였으며, 영조(英祖) 18년(1742) 경성감사 심성희(沈聖希)가 단소를 정비하고 위(位)를 모시고 순의비(殉義碑)를 세워 매년 봄과 가을에 향사를 지내오고 있다.
1742년 심성희는 금성단이 처음 세워진 자리로부터 30~40보 정도 자리를 옮긴 뒤, 복원 재정비하고 순의비를 세웠으며, 매년 봄, 가을에 제향을 지냈다.

## 사진

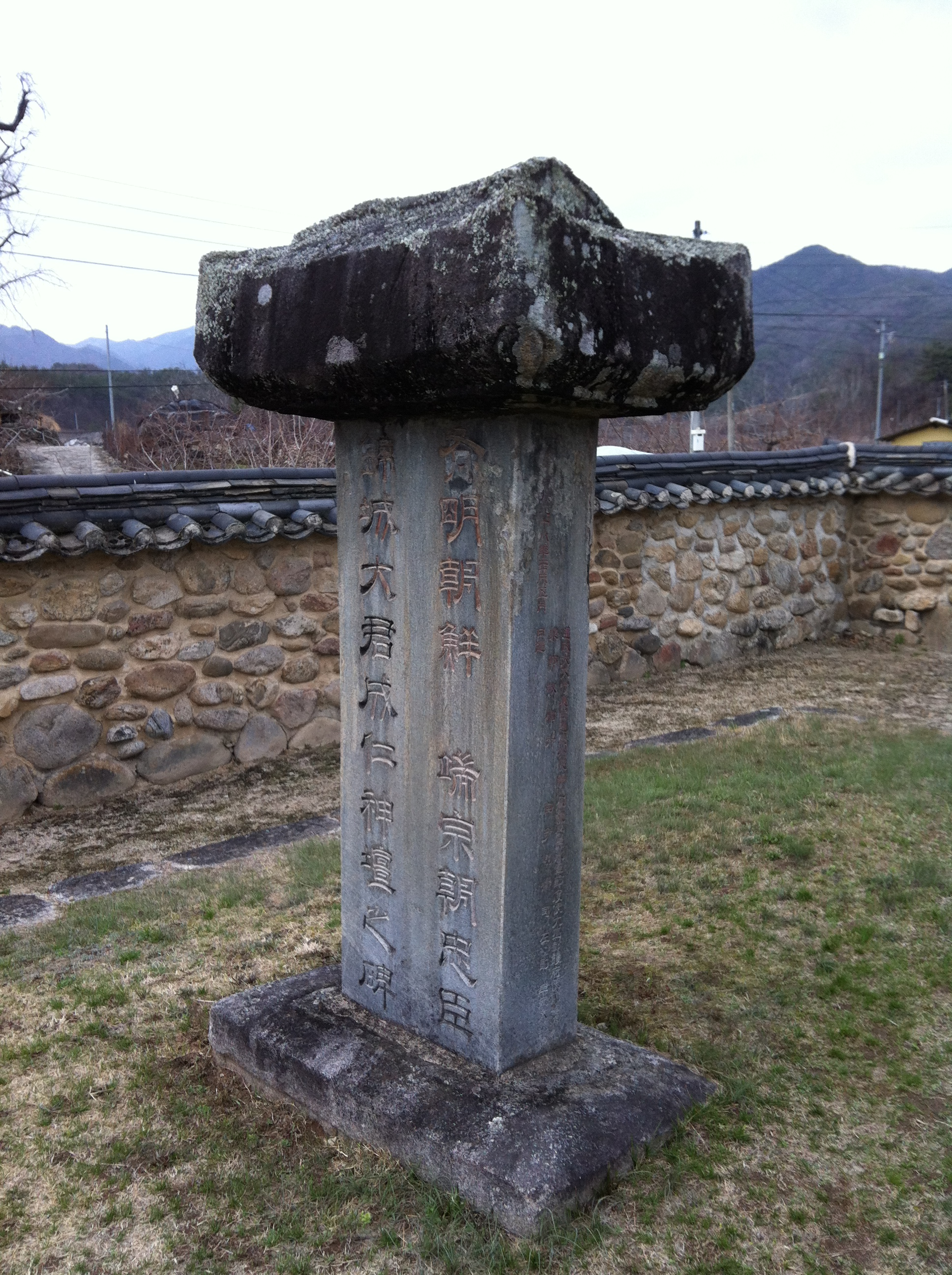
금성단 안에 있는 금성대군성인신단지비(錦城大君成仁神壇之碑)

## 같이 보기
| - 단종 복위 운동 - 사육신 - 생육신 - 금성대군 - 안평대군 - 이보흠 - 이수형 - 공북헌 - 순흥부 | - 동학사 - 도계서원 - 삼공제명암 - 청령포 - 요석정 - 장릉 - 정축지변 |